# Barbacenia celiae
Barbacenia celiae är en enhjärtbladig växtart som beskrevs av Bassett Maguire. Barbacenia celiae ingår i släktet Barbacenia och familjen Velloziaceae. Inga underarter finns listade.